# Серогорлая белоглазка
Серогорлая белоглазка (лат. Zosterops rendovae) — вид воробьиных птиц из семейства белоглазковых (Zosteropidae).

## Распространение
Обитают на островах Гвадалканал, Макира и Бугенвиль (архипелаг Соломоновы острова). На каждом из островов живут птицы «своего» подвида.

## Описание
Небольшие птицы. Длина тела 12—13 см. Верхняя сторона тела тёмно-зелёная, хвост коричневатый. Вокруг глаза узкое белое кольцо, между глазом и клювом темно-коричневый участок. Нижняя сторона темно-серая, с зелёным подбородком, бледным центром брюшка и желтым подхвостьем. Клюв птицы коричневатый, основание и нижняя часть клюва бледные.

## Охранный статус
МСОП присвоил виду охранный статус LC.